# Axiomas de Peano

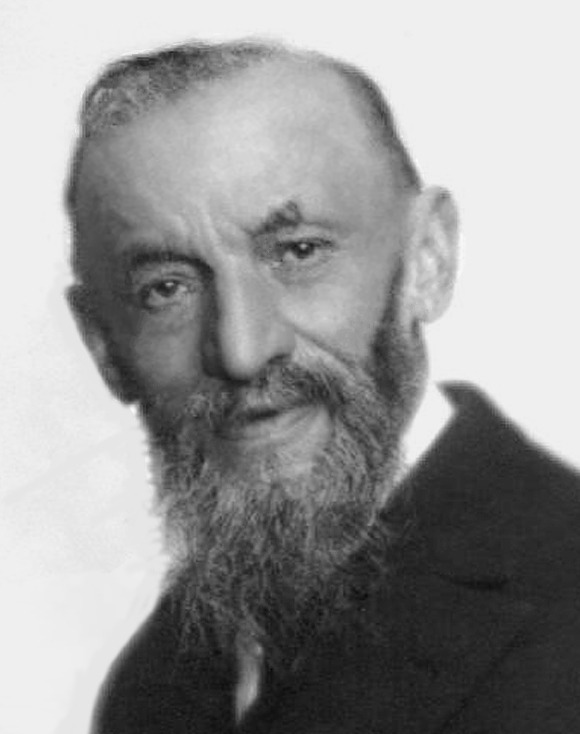
Giuseppe Peano.

Los axiomas de Peano o postulados de Peano son un sistema de axiomas de segundo orden para la aritmética ideados por el matemático Giuseppe Peano en el siglo XIX, para definir los números naturales. Estos axiomas se han utilizado prácticamente sin cambios en diversas investigaciones matemáticas, incluyendo cuestiones acerca de la consistencia y completitud de la aritmética y la teoría de números.
Los publicó en 1889, en un folleto de unas treinta páginas, intitulado Aritmetices principia, nova methodo exposita, que se traduce por Nuevo método de exposición de los principios de la aritmética. Da una lista de nueve axiomas, de los cuales cuatro versan sobre el uso del signo "{\displaystyle =}". Los demás se conocen como "Axiomas de Peano". Los matemáticos los consideran como la plataforma preliminar para forjar los siguientes conjuntos usuales de números. La idea pivotal de Peano fue la de "sucesor".

## Los axiomas
Los axiomas de Peano describen las propiedades aritméticas de los números naturales, normalmente representados como un conjunto N  El primer axioma indica:
1. El {\displaystyle 0} es un número natural.

La formulación original de Peano usaba al 1 como el primer número natural, en lugar del 0, que se incluía en los axiomas de Formulario Matemático. Generalmente se decide en cada caso si se incluye o no al 0 como primer número natural, dependiendo de si se necesita o no.
Los siguientes cuatro axiomas son:
1. Todo número natural {\displaystyle n} tiene un sucesor {\displaystyle n^{*}}. (Este axioma es usado para definir posteriormente la suma).
2. El {\displaystyle 0} no es el sucesor de ningún número natural.
3. Si hay dos números naturales n y m con el mismo sucesor, entonces {\displaystyle n} y {\displaystyle m} son el mismo número natural.
4. Si el {\displaystyle 0} pertenece a un conjunto cualquiera, y dado un número natural cualquiera, el sucesor también pertenece al conjunto, entonces todos los números naturales pertenecen a ese conjunto.

Este último axioma es el principio de inducción matemática.

## Presentación formal
Como se dijo antes existe un debate sobre si incluir al {\displaystyle 0} entre los números naturales o no. A continuación se presentan los axiomas de Peano de manera formal, contemplando ambas posibilidades:

### Cuando no interviene el cero
Los símbolos que designan los conceptos primitivos son {\displaystyle ~N,1,x'}.
El símbolo N designa un predicado monádico que se lee «ser un número natural». El símbolo 1, por su parte, designa una constante que pretende representar al número uno. Y el símbolo x', finalmente, designa una función sobre x que devuelve al sucesor de x. A esta función muchas veces se la escribe S(x). Finalmente, la metavariable {\displaystyle \phi } representa una fórmula cualquiera de la aritmética, y {\displaystyle \phi (x)} representa una fórmula cualquiera que tenga a x como variable libre.
Los cinco axiomas de Peano son:
{\displaystyle A_{1}:N(1)\,}
{\displaystyle A_{2}:\forall x(N(x)\to N(x'))}
{\displaystyle A_{3}:\neg \exists x(N(x)\land 1=x')}
{\displaystyle A_{4}:\forall x\forall y((N(x)\land N(y)\land x'=y')\to x=y)}
Del quinto axioma existen dos variantes. El primero está formulado en lógica de primer orden, y es en realidad un esquema de axioma. El segundo sí es un axioma, pero está formulado en lógica de segundo orden.
{\displaystyle A_{5}:{\Big (}\phi (1)\land \forall x(\phi (x)\to \phi (x')){\Big )}\to \forall x\ \phi (x)}
{\displaystyle A_{5}':\forall \phi {\bigg (}{\Big (}\phi (1)\land \forall x(\phi (x)\to \phi (x')){\Big )}\to \forall x\ \phi (x){\bigg )}}
Además de los cinco axiomas, la aritmética de Peano recurre a dos definiciones (de la suma y de la multiplicación), que a veces se presentan como axiomas. A continuación se incluyen todas las variantes:
Definiciones de suma y multiplicación:
| {\displaystyle D_{1}:\,} | {\displaystyle n+1=n'\,}      |
| {\displaystyle D_{1}:\,} | {\displaystyle n+m'=(n+m)'\,} |

| {\displaystyle D_{2}:\,} | {\displaystyle n\times 1=n\,}              |
| {\displaystyle D_{2}:\,} | {\displaystyle n\times m'=(n\times m)+n\,} |

Axiomas de la suma y de la multiplicación:
| {\displaystyle A_{6}:\,} | {\displaystyle \forall n(n+1=n')}               |
| {\displaystyle A_{6}:\,} | {\displaystyle \forall n\forall m(n+m'=(n+m)')} |

| {\displaystyle A_{7}:\,} | {\displaystyle \forall n(n\times 1=n)\,}                       |
| {\displaystyle A_{7}:\,} | {\displaystyle \forall n\forall m(n\times m'=(n\times m)+n)\,} |

### Cuando interviene el cero
Los símbolos que designan los conceptos primitivos son {\displaystyle ~N,0,x'}.
Axiomas:
{\displaystyle A_{1}:N(0)\,}
{\displaystyle A_{2}:\forall x(N(x)\to N(x'))}
{\displaystyle A_{3}:\neg \exists x(N(x)\land 0=x')}
{\displaystyle A_{4}:\forall x\forall y((N(x)\land N(y)\land x'=y')\to x=y)}
{\displaystyle A_{5}:{\Big (}\phi (0)\land \forall x(\phi (x)\to \phi (x')){\Big )}\to \forall x\ \phi (x)}
{\displaystyle A_{5}':\forall \phi {\bigg (}\phi (0)\land \forall x{\Big (}(\phi (x)\to \phi (x'))\to \forall x\ \phi (x){\Big )}{\bigg )}}
Cambiar los axiomas para que incluyan al 0 es solo una cuestión de cambiar toda aparición del 1 por el 0. Sin embargo, en las definiciones (o los axiomas) de suma y de multiplicación hay que hacer algunos leves ajustes más:
Definiciones de suma y multiplicación:
| {\displaystyle D_{1}:\,} | {\displaystyle n+0=n\,}       |
| {\displaystyle D_{1}:\,} | {\displaystyle n+m'=(n+m)'\,} |

| {\displaystyle D_{2}:\,} | {\displaystyle n\times 0=0\,}              |
| {\displaystyle D_{2}:\,} | {\displaystyle n\times m'=(n\times m)+n\,} |

Axiomas de la suma y de la multiplicación:
| {\displaystyle A_{6}:\,} | {\displaystyle \forall n(n+0=n)}                |
| {\displaystyle A_{6}:\,} | {\displaystyle \forall n\forall m(n+m'=(n+m)')} |

| {\displaystyle A_{7}:\,} | {\displaystyle \forall n(n\times 0=0)\,}                       |
| {\displaystyle A_{7}:\,} | {\displaystyle \forall n\forall m(n\times m'=(n\times m)+n)\,} |

## Modelos inintencionales
Un modelo es una interpretación de los símbolos primitivos que hace verdaderos a todos los axiomas. Por ejemplo, interpretando al símbolo 0 como el número cero, y al predicado {\displaystyle {\mathcal {N}}} como los números naturales, el primer axioma resulta verdadero, porque es verdad que «el cero es un número natural». Lo mismo ocurre con todos los otros axiomas: bajo las interpretaciones naturales de {\displaystyle 0}, {\displaystyle {\mathcal {N}}} y {\displaystyle x'}, cada uno de los axiomas resulta verdadero. Luego, las interpretaciones naturales de los símbolos primitivos son un modelo de la aritmética de Peano.
Originalmente, Peano propuso los axiomas para caracterizar a los números naturales, y los símbolos primitivos se debían interpretar de esta manera natural. Sin embargo, los símbolos que designan a los conceptos primitivos admiten otras interpretaciones, algunas de las cuales serán además modelos. Por ejemplo, se podría interpretar al símbolo {\displaystyle 0} como el número dos (para simplificar la explicación no entendemos el cero como par), a {\displaystyle {\mathcal {N}}} como el predicado «ser un número par», y a {\displaystyle x'} como el sucesor del sucesor, en vez del sucesor inmediato. En tal caso, los axiomas se tendrían que entender así:
1. El dos es un número par.
2. Si {\displaystyle n} es un número par, entonces el sucesor del sucesor de {\displaystyle n} también es un número par.
3. El dos no es el sucesor del sucesor de ningún número par.
4. Si hay dos números pares {\displaystyle n} y {\displaystyle m} con el mismo sucesor de sucesor, entonces {\displaystyle n} y {\displaystyle m} son el mismo número par.
5. Si el dos pertenece a un conjunto, y dado un número par cualquiera, el sucesor del sucesor de ese número también pertenece a ese conjunto, entonces todos los números pares pertenecen a ese conjunto.

Bajo esta interpretación, todos los axiomas resultan verdaderos, y los axiomas ya no definen a los números naturales, sino a los números pares. También es posible encontrar modelos (es decir, interpretaciones que hagan verdaderos a todos los axiomas) por fuera de la matemática. Por ejemplo, se podría interpretar a 0 como el primer segundo luego del Big Bang, a {\displaystyle {\mathcal {N}}} como el predicado «ser un segundo», y a {\displaystyle x'} como el segundo después de {\displaystyle x}. Bajo esta interpretación (y asumiendo que el tiempo es infinito) los axiomas también resultan verdaderos.
A aquellos modelos que no fueron originalmente planeados se los llama modelos inintencionales (non-intended models), y existen infinitos modelos inintencionales de la aritmética de Peano. Estrictamente hablando, la aritmética de Peano no define el conjunto de los números naturales, sino a la noción más amplia de sucesión matemática o progresión aritmética de los naturales.